# Schalja
Schalja (russisch Ша́ля) ist eine Siedlung städtischen Typs in der Oblast Swerdlowsk in Russland mit 6433 Einwohnern (Stand 14. Oktober 2010).

## Geographie
Der Ort liegt etwa 120 km Luftlinie westnordwestlich des Oblastverwaltungszentrums Jekaterinburg an der Westflanke des mittleren Ural. Er befindet sich am gleichnamigen Flüsschen Schalja, das etwa 8 km nördlich in den Tschussowaja-Nebenfluss Sylwa mündet.
Schalja ist Verwaltungszentrum des Stadtkreises Schalja (Schalinski gorodskoi okrug), zu dem insgesamt 38 Dörfer und ländliche Siedlungen gehören. Die Siedlung ist gemeindefrei, da es die entsprechende Verwaltungsebene (hier Stadtgemeinde/gorodskoje posselenije), wie in Stadtkreisen in Russland üblich, nicht gibt.

## Geschichte
Der Ort wurde 1903 im Zusammenhang mit den Vorbereitungen zum  Bau der direkten Eisenbahnverbindung Perm – Jekaterinburg gegründet (eine weiter nordöstlich über Nischni Tagil verlaufende Strecke existierte bereits seit 1878).
Am 1. Januar 1932 kam Schalja zu einem neu gegründeten, nach dem Fluss Schalja benannten Rajon. Dessen Verwaltungssitz befand sich zunächst im Dorf Sylwa, wurde jedoch 1937 in das verkehrstechnisch günstiger gelegene und mittlerweile bedeutendere Schalja verlegt. Seit 1943 besitzt der Ort den Status einer Siedlung städtischen Typs. Zum 1. Januar 2006 wurde der Rajon in einen Stadtkreis umgewandelt.

### Bevölkerungsentwicklung
| Jahr | Einwohner |
| ---- | --------- |
| 1939 | 3297      |
| 1959 | 9518      |
| 1970 | 7196      |
| 1979 | 7388      |
| 1989 | 7123      |
| 2002 | 6801      |
| 2010 | 6433      |

Anmerkung: Volkszählungsdaten

## Verkehr
Schalja liegt an der Transsibirischen Eisenbahn (Streckenkilometer 1669 ab Moskau), die auf diesem Abschnitt 1911 eröffnet wurde und seit 1962 (aus Richtung Jekaterinburg)/1963 (weiter in Richtung Perm) elektrifiziert ist. Die Siedlung ist Endpunkt der gut 100 km langen Regionalstraße 65K-5803, die in Perwouralsk beginnt, in dessen Nähe Anschluss an die föderale Fernstraße R242 Perm – Jekaterinburg besteht. Von Schalja führt die Straße als 65K-3108 weiter entlang der Bahnstrecke nach Schamary, die zweitgrößte Ortschaft des Rajons.